# Mitrophrys latreillei
Mitrophrys latreillei là một loài bướm đêm trong họ Noctuidae.